# CAM4
 (décembre 2021).
La mise en forme du texte ne suit pas les recommandations de Wikipédia : il faut le « wikifier ».
Les points d'amélioration suivants sont les cas les plus fréquents. Le détail des points à revoir est peut-être précisé sur la page de discussion.
- Les titres sont pré-formatés par le logiciel. Ils ne sont ni en capitales, ni en gras.
- Le texte ne doit pas être écrit en capitales (les noms de famille non plus), ni en gras, ni en italique, ni en « petit »…
- Le gras n'est utilisé que pour surligner le titre de l'article dans l'introduction, une seule fois.
- L'italique est rarement utilisé : mots en langue étrangère, titres d'œuvres, noms de bateaux, etc.
- Les citations ne sont pas en italique mais en corps de texte normal. Elles sont entourées par des guillemets français : « et ».
- Les listes à puces sont à éviter, des paragraphes rédigés étant largement préférés. Les tableaux sont à réserver à la présentation de données structurées (résultats, etc.).
- Les appels de note de bas de page (petits chiffres en exposant, introduits par l'outil «  Source ») sont à placer entre la fin de phrase et le point final[comme ça].
- Les liens internes (vers d'autres articles de Wikipédia) sont à choisir avec parcimonie. Créez des liens vers des articles approfondissant le sujet. Les termes génériques sans rapport avec le sujet sont à éviter, ainsi que les répétitions de liens vers un même terme.
- Les liens externes sont à placer uniquement dans une section « Liens externes », à la fin de l'article. Ces liens sont à choisir avec parcimonie suivant les règles définies. Si un lien sert de source à l'article, son insertion dans le texte est à faire par les notes de bas de page.
- La présentation des références doit suivre les conventions bibliographiques. Il est recommandé d'utiliser les modèles {{Ouvrage}}, {{Chapitre}}, {{Article}}, {{Lien web}} et/ou {{Bibliographie}}. Le mode d'édition visuel peut mettre en forme automatiquement les références.
- Insérer une infobox (cadre d'informations à droite) n'est pas obligatoire pour parachever la mise en page.

Pour une aide détaillée, merci de consulter Aide:Wikification.
Si vous pensez que ces points ont été résolus, vous pouvez retirer ce bandeau et améliorer la mise en forme d'un autre article.
CAM4.com (généralement abrégé en CAM4) est un site web pornographique proposant des spectacles érotiques et sexuels en direct, réalisés par des femmes (camgirls), des hommes (camboys), des transgenres ou des couples principalement amateurs. Les activités présentées vont du striptease et des discussions érotiques à la masturbation avec des jouets sexuels, ou encore des rapports hétérosexuels, bisexuels ou homosexuels.

## Principe
CAM4 est principalement utilisé par les artistes amateurs de webcam qui aiment diffuser juste pour le plaisir ou pour gagner de l'argent pour leurs performances en direct sur le site,. Les clients du site peuvent acheter des jetons virtuels appelés tokens sur le site, qui peuvent être utilisés pour donner des pourboires  auxmodèles ou pour lancer des shows privés. Les clients peuvent utiliser le chat pour converser avec les modèles. La diffusion est permise grâce à une webcam et un microphone pour diffuser de la vidéo et de l'audio en direct utilisés par les modèles.
Les modèles de CAM4 peuvent être entraînés par Nikki Night, un ancien modèle considéré comme « la principale entraîneuse de camgirl de l'industrie du porno »,,.
En mai 2016, CAM4 s'est associé à VRtube.xxx pour lancer CAM4VR, une expérience en réalité virtuelle 3D à 360° disponible sur la plateforme CAM4. La cofondatrice de VRTube.xxx, Ela Darling a été le fer de lance de l'initiative. Le site travaille avec Ela Darling pour distribuer des caméras de réalité virtuelle aux modèles,,.
Ela Darling a ensuite été soutenue par l'actrice adulte de renommée mondiale Jelena Jensen qui a rejoint CAM4 en janvier 2017 en tant que responsable du marketing et ambassadrice du site,.
CAM4 a versé plus de 100 millions de dollars aux modèles depuis sa création en 2007.

## Partenariats stratégiques
En Février 2017, CAM4 a annoncé un partenariat avec teledildonics fabricant Kiiroo, avec le lancement d'une fonction « contact direct » qui permet la synchronisation et la vibration du jouet sexuel Kiiroo aux jetons lors d'un show en direct.

## Sponsors
CAM4 est un membre diamant de la Free Speech Coalition et est un sponsor en titre de l'Association of Sites Advocating Child Protection (ASACP) depuis 2011.
En septembre 2017, CAM4 s'est associé à la mannequin et activiste américaine Amber Rose pour soutenir The Amber Rose SlutWalk, une organisation de défense des droits à but non lucratif qui s'efforce de mettre fin à la honte des salopes et de lancer une conversation sur l'autonomisation des femmes et les droits LGBTQ,.
CAM4 est l'un des principaux sponsors de la New York AIDS Walk,.
En septembre 2021, CAM4 a annoncé son parrainage renouvelé de Pineapple Support, une organisation à but non lucratif qui offre des services de santé mentale à faible coût aux professionnels de l'industrie pour adultes.

## Campagnes
En 2016, CAM4 a commandé une étude de recherche mondiale à la firme de recherche française iFop, conçue pour mieux comprendre les habitudes d'orgasme féminin et les différences entre les nationalités.,,,,
Pour marquer la Fashion Week de New York, CAM4 a formé une collaboration avec le créateur de bijoux Chris Habana pour ouvrir un magasin éphémère dans le Lower East Side de New York. Le magasin est situé juste au coin d'un espace précédemment utilisé par Louis Vuitton. Lors de l'ouverture de la soirée, des mannequins de premier plan et des icônes sexuelles comme François Sagat et Amanda Lepore ont modelé une nouvelle collection de bijoux. La collaboration du pop-up store est ouverte du 5 septembre 2019 au 30 septembre 2019 et vise à apporter une dose de positivité sexuelle à la semaine de la mode,.

### Prix
Le prix XBIZ du site de webcams en direct de l'année a été décerné à CAM4 en 2015. En 2016, CAM4.com a remporté un Adult Webcam Award pour le meilleur site Web européen de webcam pour adultes. De plus, un cofondateur de CAM4 a été intronisé au Temple de la renommée des webcams pour adultes.